# Fulmar boréal
Fulmarus glacialis
Espèce
Statut de conservation UICN

 LC  : Préoccupation mineure
Répartition géographique
- zone d'hivernage
- nidification

Le Fulmar boréal (Fulmarus glacialis), aussi appelé Pétrel fulmar et fulmar glacial, est une espèce d'oiseaux marins de l'ordre des Procellariiformes appartenant à la famille des Procellariidae. Il est caractéristique des eaux froides de l'hémisphère Nord, il est résolument hauturier en dehors de la saison de reproduction. Au cours du XXe siècle, il a connu une forte croissance de ses populations accompagnée d'une spectaculaire extension de son aire de distribution, essentiellement vers le sud.

## Morphologie

### Mensurations
Long de 45 à 50 cm, soit les dimensions d'un goéland, cet oiseau possède une envergure allant de 1,00 m à 1,20 m. Il pèse généralement de 700 à 900 g.
Les mensurations du Fulmar Boréal seraient plutôt: long de 45-60 cm, Envergure 100-110 cm: Poids mâle 730-1 000 g et la femelle 630-850 g.

### Aspect général

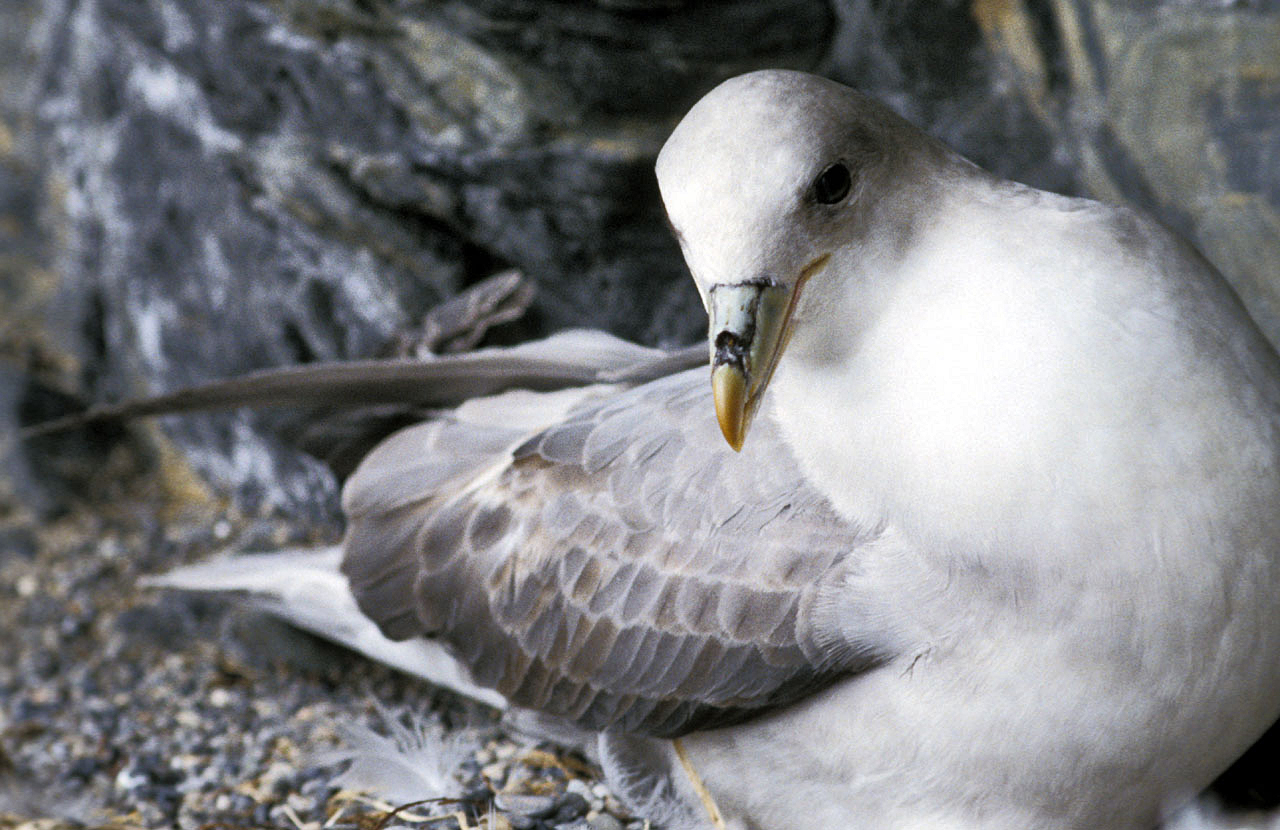
Gros plan d'un Fulmar boréal (Île aux Ours).

Le Fulmar boréal a un aspect plus proche des goélands, avec lesquels il n'a pas de lien de parenté, qu'avec les autres pétrels.
Cet oiseau a le dos et les épaules présentant un aspect écailleux, gris. L'extrémité de l'aile est gris sombre, mais présente une tache localisée pâle. Le croupion et la queue sont d'un gris plus clair que le dos.
La tête, la gorge et le ventre sont blancs, le cou est épais et court. Le bec crochu présente les narines tubulaires proéminentes caractéristiques des Procellariiformes. La partie du bec portant les narines est grise et l'extrémité est jaune. Une zone sombre précède et parfois entoure l'œil, qui est marron foncé.
Les pattes grises palmées sont faibles ; cet oiseau a en effet beaucoup de mal à se tenir debout.
Il existe des individus plus sombres, parfois presque entièrement gris, voire gris-brun.
Bien que les mâles soient légèrement plus gros, il n'y a pas de dimorphisme sexuel chez cette espèce.

### Aspect des juvéniles
Les juvéniles sont semblables aux adultes. Les oisillons sont de grosses boules de duvet gris ; la tête est souvent plus claire.

## Comportement

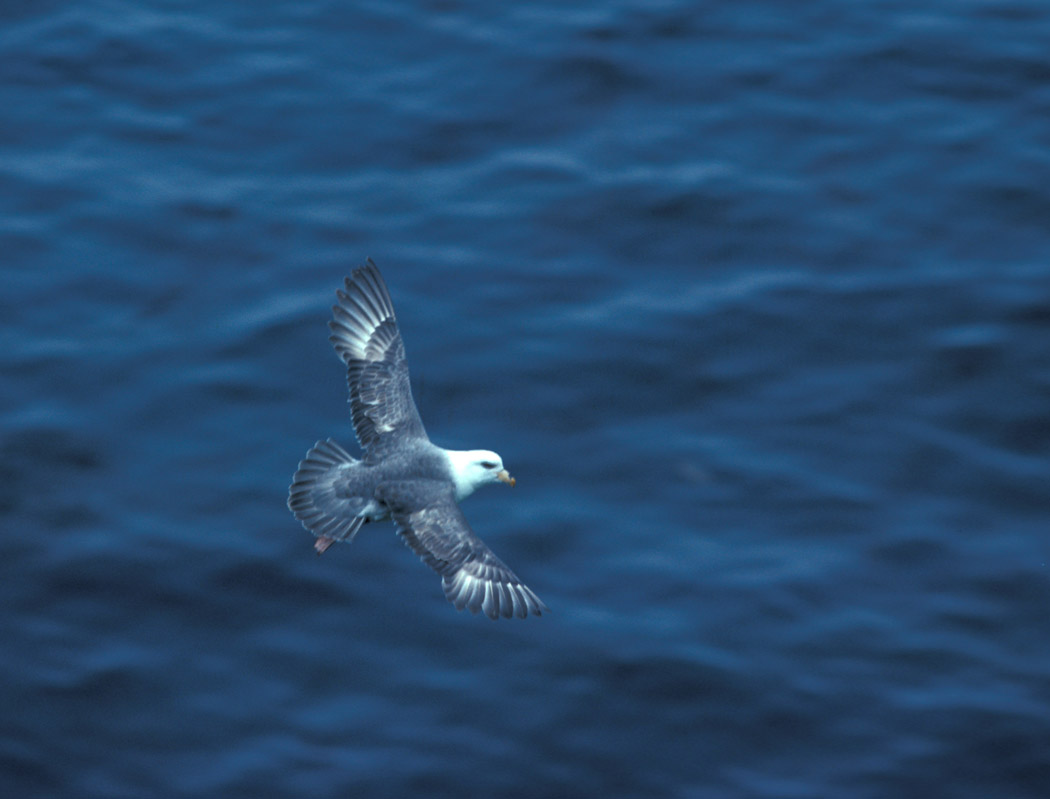
Fulmar boréal en vol (îles Aléoutiennes)

### Vol
Le Fulmar boréal est un bon voilier, capable d'utiliser les courants aériens pour réaliser le vol plané. Par temps calme, il pratiquera le vol battu. Il vole souvent au ras des vagues.
En vol, ses ailes sont tendues, de sorte que leur bord d'attaque forme une ligne presque droite. Sa queue a alors un aspect arrondi (voir la vidéo correspondante dans le paragraphe "Photos et vidéos").

### Alimentation
Cet oiseau consomme surtout du zooplancton et des céphalopodes. Il se nourrit aussi de petits poissons, de crustacés, de méduses et d'autres animaux marins. Il lui arrive souvent de suivre les bateaux de pêche pour profiter des déchets de poissons rejetés en mer.
Le Fulmar boréal peut plonger jusqu'à une profondeur de 3 m. 
Sous l'eau, il utilise aussi bien ses ailes que ses pattes pour se propulser.
Comme tous les Procellaridés, il peut boire de l'eau de mer : filtrée par les glandes à sel puis expulsée par les narines, une solution hypersaline (excès de sel) s'écoule à la pointe de leur bec, donnant l'impression qu'ils ont « la goutte au nez ».

### Comportement social
Cet animal est grégaire, on peut l'observer en bandes nombreuses, souvent en compagnie d'autres espèces d'oiseaux marins comme des Fous de Bassan, des mouettes ou des labbes.

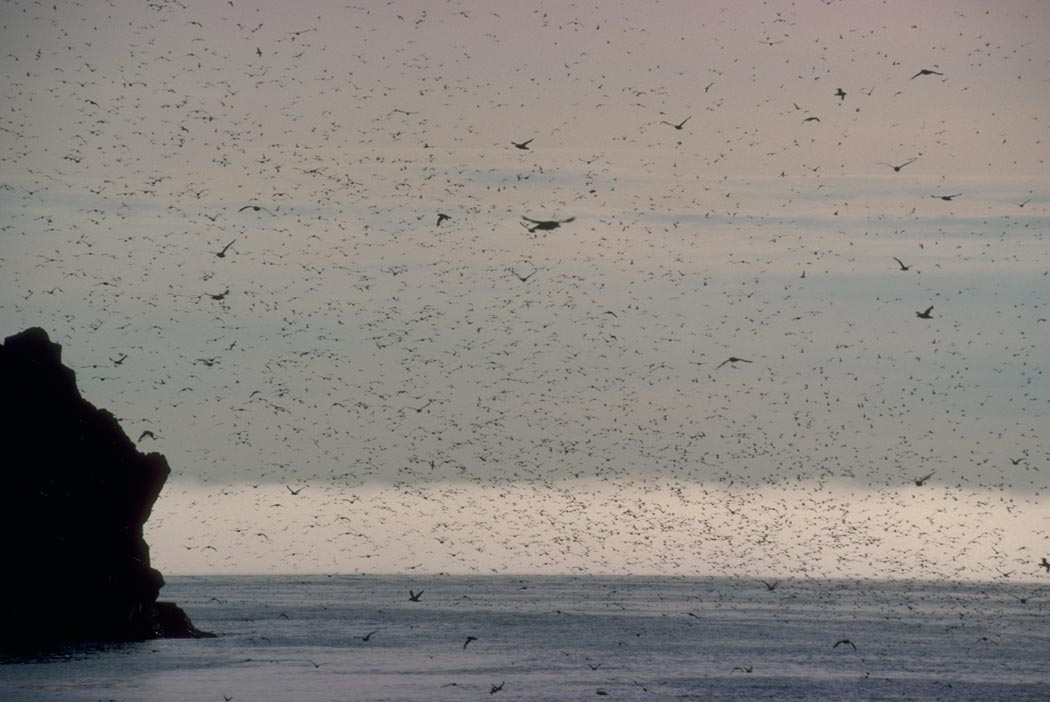
Colonie de Fulmars boréaux (Alaska)

Pendant la saison de nidification, les colonies peuvent atteindre plusieurs dizaines de milliers d'oiseaux, comme sur les îles de Saint-Kilda.
Quand ils sont dérangés, ces oiseaux régurgitent une substance jaune, huileuse, nauséabonde, composée en partie de poissons semi-digérés, normalement destinée à la nutrition des oisillons.
Ils peuvent projeter cette substance à près d'un mètre avec une grande précision, ce qui a un effet dissuasif sur les intrus,,.

#### Vocalisations
Ce sont essentiellement des caquètements rauques. Voir (et entendre) la vidéo correspondante (paragraphe "Photos et vidéos"), ou entendre la bande son sur cette page.

### Reproduction

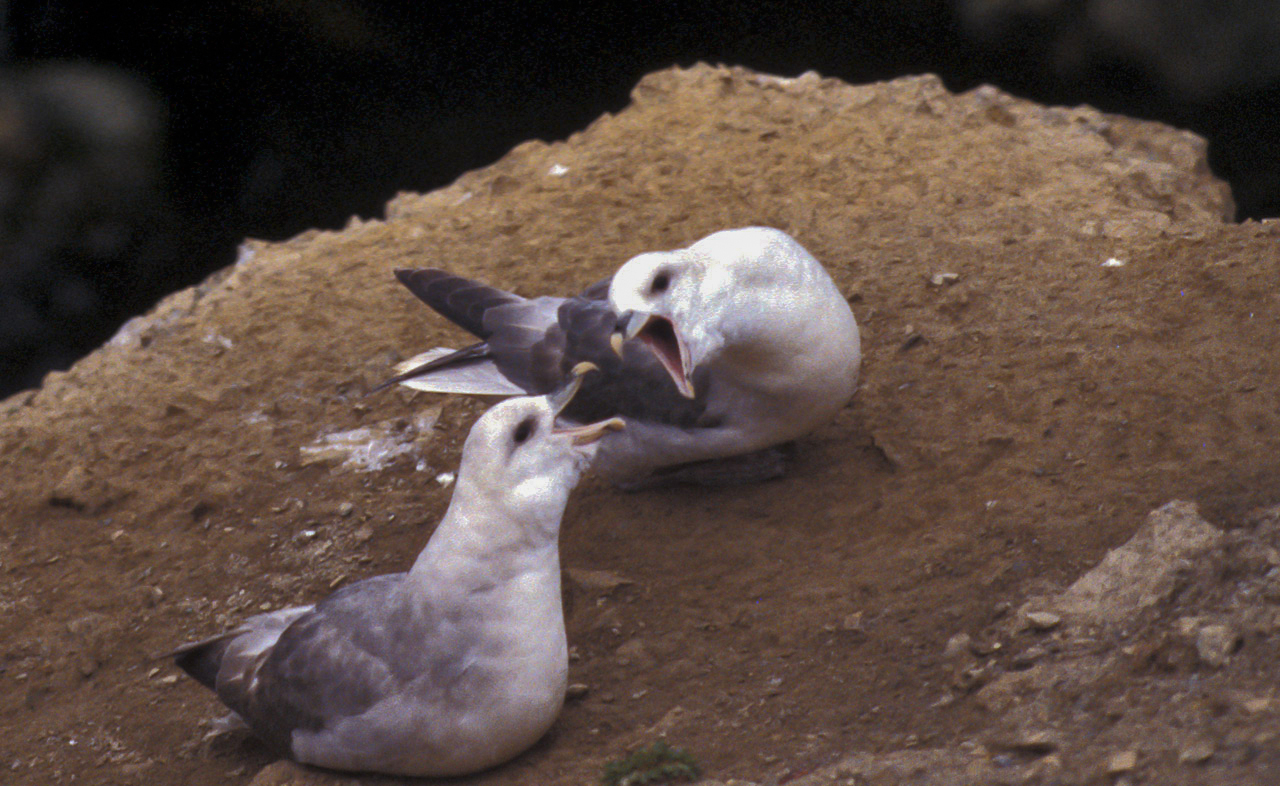
Couple de Fulmars boréaux (Île aux Ours).

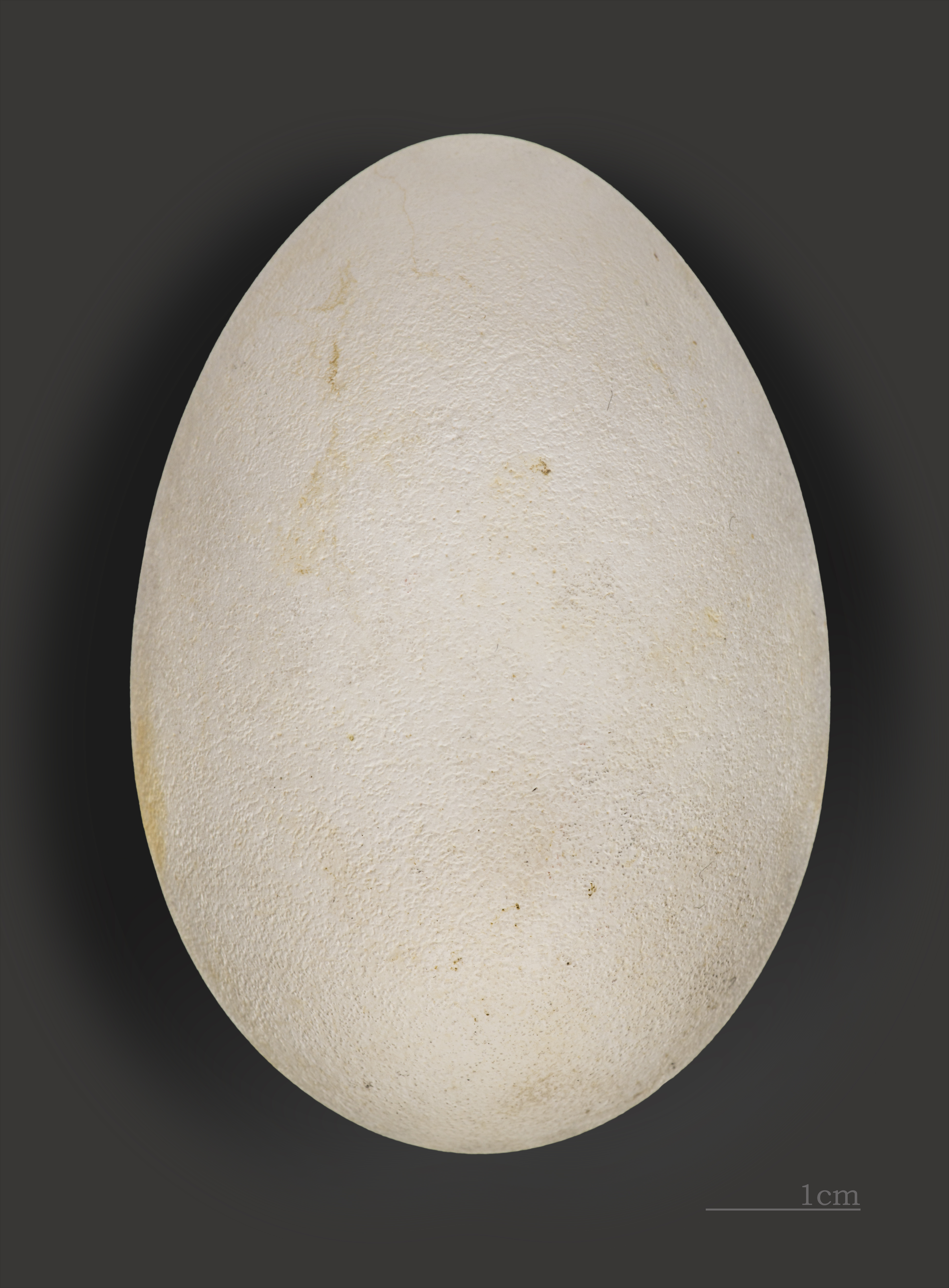
Œuf de Fulmarus glacialis (coll.MHNT).

La maturité sexuelle ne survient qu'entre 8 et 10 ans chez cette espèce.
La saison de nidification a lieu d'avril à juin. Le fulmar boréal installe son nid en hauteur, au sein de colonies, par exemple sur une pente inaccessible ou une falaise, voire sur un bâtiment. Ce nid, peu profond, est parfois garni d'herbe ou de petits cailloux, mais la ponte se fait souvent directement sur le sol.
La ponte ne comprend qu'un seul œuf blanc. L'incubation est très longue, de 48 à 57 jours. Elle est assurée par les deux parents, qui se relaient à de très longs intervalles.

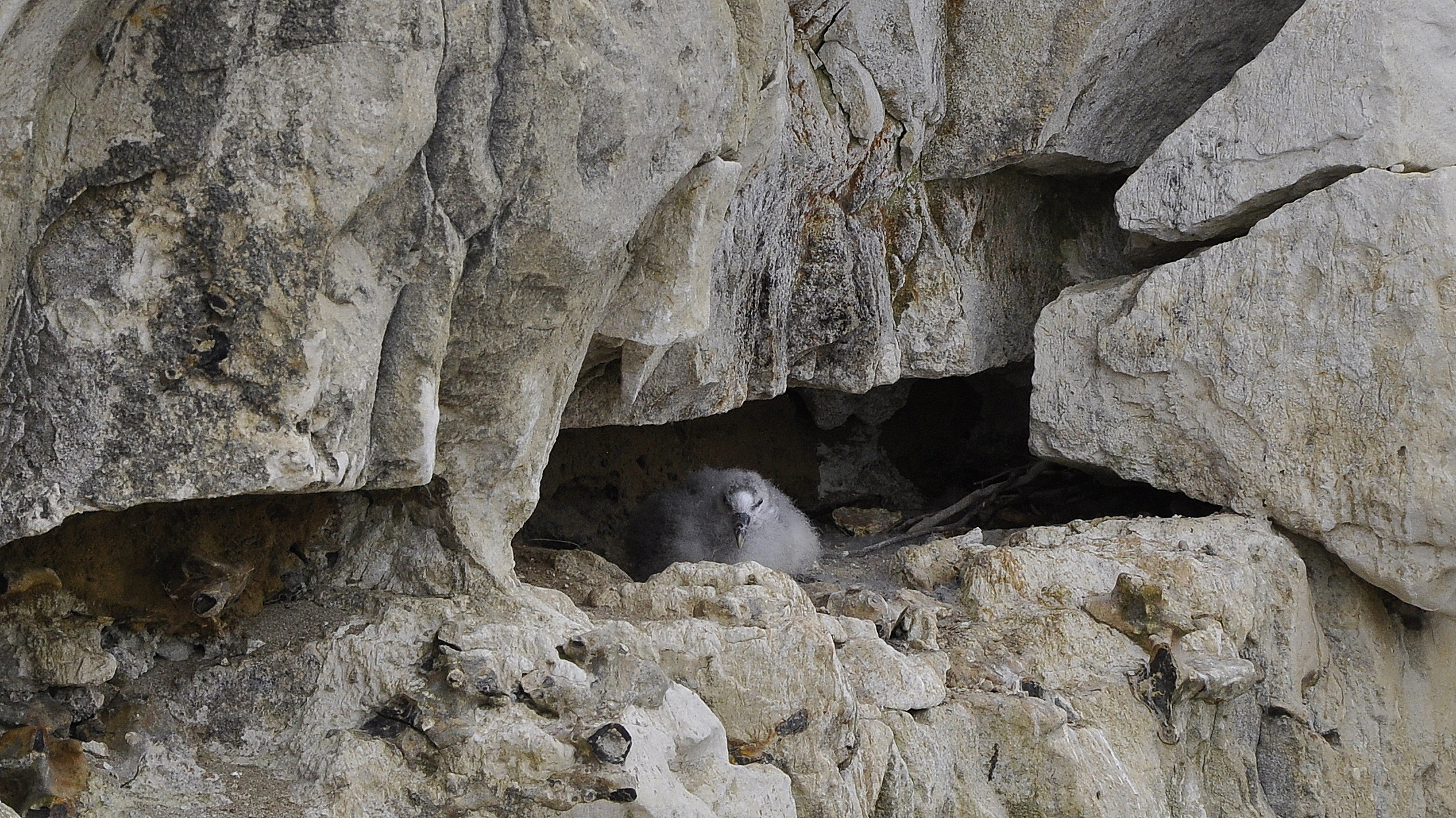
Oisillon de Fulmar boréal (Sotteville-sur-Mer.)

De même, la période de dépendance du petit est assez longue (de 41 à 57 jours). Les deux parents assurent le soin au jeune : pendant qu'un des deux va pêcher en mer, l'autre s'occupe du petit et le maintient au chaud pendant au moins 15 jours.
L'oisillon est nourri une seule fois par jour avec un liquide huileux (constitué en partie de proies semi-digérées) régurgité par un des parents. L'oisillon, qui ne pèse qu'une soixantaine de grammes à l'éclosion, devient rapidement très gras; il se servira de ces réserves de graisse lorsque, abandonné par ses parents, il devra attendre d'avoir son plumage d'adulte complet avant de pouvoir s'envoler.

### Longévité
Cet oiseau peut vivre de 20 à 30 ans, voire davantage. En Écosse, des Fulmars boréaux observés en 1951 nichaient encore en 1990, à un âge sans doute supérieur à 50 ans. Le record actuel constaté par baguage est de 43 ans et 10 mois, mais certains auteurs citent un âge record de 48 ans.

## Répartition et habitat

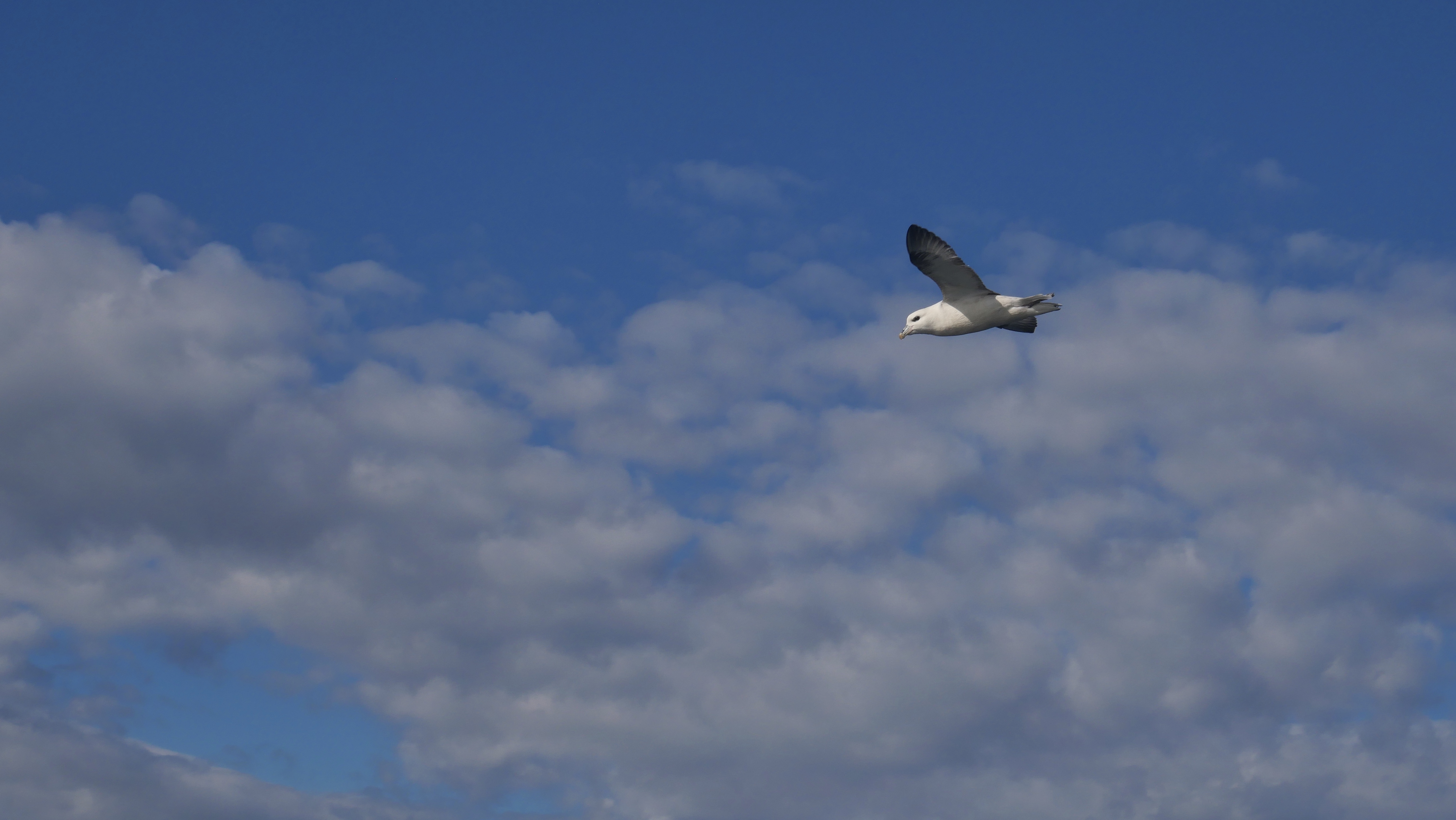
Fulmar Boréal dans la réserve naturelle nationale des Sept-Îles (Bretagne, France).

### Répartition
L'espèce est connue depuis 1640 au nord de l'Islande puis s'établit au sud de l'île en 1753. Elle arrive aux Shetland en 1878, en Écosse en 1902, en Irlande en 1919 et en Cornouaille en 1944. En 1970, les îles Britanniques comptent 305 000 couples.
En 1960, un premier couple français apparait aux Sept-Îles,.
Le Fulmar boréal vit dans l'Atlantique Nord ou le Pacifique Nord (voir la carte de répartition en haut de page). En Europe, les sites de nidification les plus au sud se situent sur les côtes du nord de la France.

### Habitat

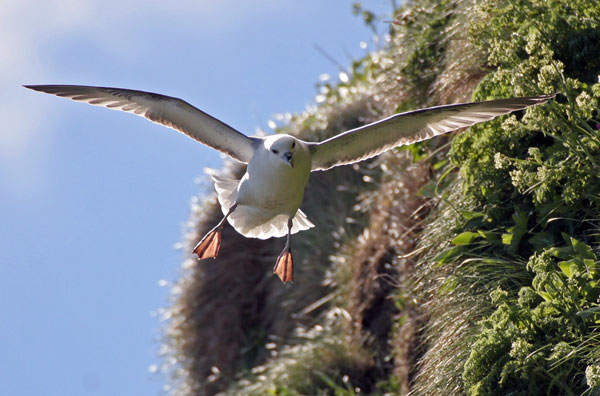
Fulmar boréal (Norvège)

Il vit le plus souvent au large, dans les océans aux eaux froides de l'hémisphère Nord, mais on peut le voir près des baies ou des estuaires, ou près des sites de nidification, même en hiver. Lors de la saison de nidification, on le trouve sur les côtes rocheuses et les falaises côtières de l'Atlantique Nord.

### Migration
Les populations les plus nordiques sont migratrices, et migrent vers le Sud au moins entre novembre et février. Les populations moins nordiques ne font que se disperser sur les océans, mais n'atteignent généralement pas les zones où les eaux sont chaudes.
On rencontre cependant couramment des individus migrateurs dans le Golfe de Californie.
Les juvéniles peuvent parfois réaliser des traversées entre les océans Pacifique et Atlantique (ou vice-versa).
En Europe, des individus erratiques ont été signalés très au sud, comme en Méditerranée, à Madère, voire dans les terres en Tchécoslovaquie.

### Population
La population européenne est, en 2007, estimée à plus de 2,8 millions de couples (Russie et Groenland inclus). Elle se concentre autour des îles Britanniques, de l'Islande, de la Norvège et du Spitzberg.
La population mondiale est estimée à entre 8 et 32 millions d'individus.

## Systématique
L'espèce Fulmarus glacialis a été décrite par le naturaliste suédois Carl von Linné en 1761 sous le nom initial de Procellaria glacialis.

### Synonymie
- Procellaria glacialis (Linné, 1761) Protonyme

### Sous-espèces
Il existe 3 sous-espèces de Fulmar boréal,:
- Fulmarus glacialis glacialis (Linnaeus, 1761): zone arctique de l'Atlantique Nord
- Fulmarus glacialis rodgersii (Cassin, 1862): Nord Pacifique
- Fulmarus glacialis auduboni (Bonaparte, 1857): zones boréales de l'Atlantique Nord.

### Étymologie
Le mot fulmar viendrait des vieux mots nordiques full, puant et mar, mouette, et ferait référence au fait que les oiseaux appartenant à ce genre sont capables de régurgiter une substance huileuse et nauséabonde quand ils sont dérangés. Ce terme a été latinisé en fulmaris.
Les termes glacialis (de la glace, en latin) et boréal (du latin borealis, du nord) font référence à son aire de répartition très nordique.

## Le Fulmar boréal et l'homme

### Statut et préservation
Une étude issue de l'université de Colombie Britannique a montré que 93 % des fulmars boréaux trouvés morts présentaient dans leur estomac des sacs en plastiques (et parfois des morceaux de papier aluminium), ingérés par erreur (sans doute par confusion avec les méduses, qui sont une de leurs proies habituelles). Dans une étude réalisée de 2002 à 2006, 94 % des Fulmars retrouvés morts en Mer du Nord ont du plastique dans l’estomac ; en moyenne, chaque fulmar retrouvé avait 32 morceaux de plastique (pour un poids de 0,3 g de plastique). Ce taux a légèrement diminué en 2016 mais reste problématique.
Ils peuvent aussi être victimes des pollutions aux hydrocarbures.
Malgré cela, les populations de l'océan Atlantique ont connu une forte croissance depuis 250 ans, surtout dans les dernières décennies. Cet accroissement, bien qu'existant, est moins sensible dans le Pacifique.
Du fait de son importante aire de répartition (de 50 000 à 100 000 km²) et de cet accroissement de la population, l'UICN a classé cette espèce dans la catégorie LC (préoccupation mineure).
Le Fulmar boréal est par contre protégé par le Migratory Bird Treaty Act, comme de nombreuses espèces migratrices, et aussi par la Convention de Berne, qui a classé cette espèce en annexe III (espèce protégée) depuis 2002.
En Europe, en 2007, BirdLife International constate un accroissement de la population et considère cette espèce comme "sécurisée", de même que l'Agence européenne pour l'environnement.

### Relation homme/animal

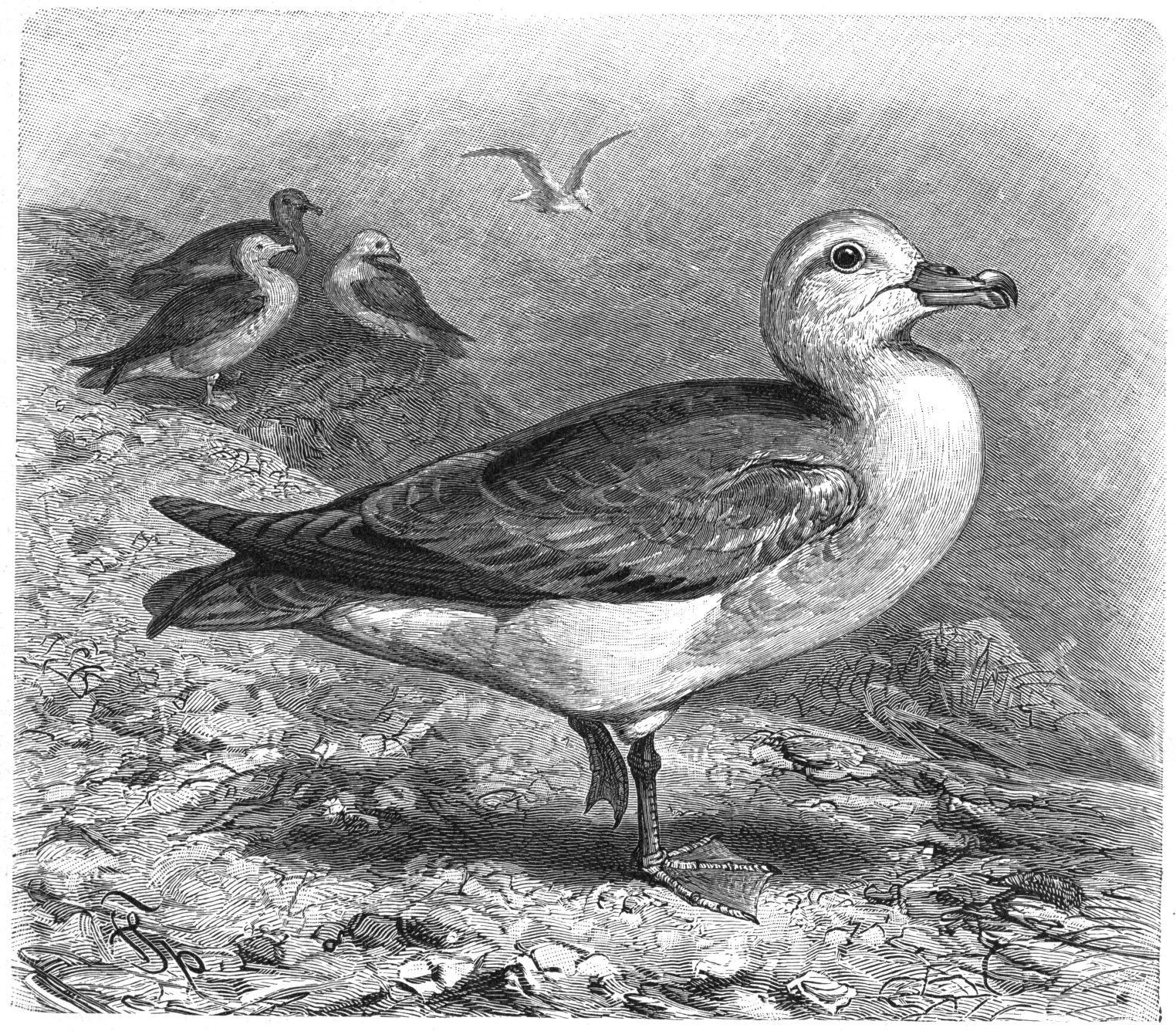
Gravure de Fulmar boréal (Brehms Tierleben, Small Edition 1927)

Cette espèce était autrefois chassée pour en extraire de l'huile, utilisée dans les lampes ou dans la médecine traditionnelle. On s'en servait notamment comme d'un onguent pour guérir les douleurs musculaires.
Les oisillons étaient aussi capturés au moment où ils sont le plus gras pour être mangés,.

### Philatélie
Plusieurs États ont émis des timbres à l'effigie de cet oiseau : l'île d'Aurigny en 1994 et 2006, l'Allemagne de l'Est en 1968, le Groenland en 1987, Grenade en 1998, l'Île de Man en 1979, Jersey en 1998, les Maldives en 1986 et la Russie en 1993.

### Photos et vidéos
- Galerie photo Aves
- Galerie de photos Flickr sur Avibase
- Photo de F.glacialis sur Calphotos
- Galerie photo sur US Fish and Wildlife Service
- Galerie photo sur le site Marevita
- Galerie photo d'Oiseau.net (voir en bas de page)
- Galerie photo sur le site Vildaphotos.net
- Vidéos et photos sur le site IBC (Internet Bird Collection)
- Vidéo de la Royal Society for the Protection of Birds: Atterrissage d'un Fulmar boréal
- Vidéo sur le Fulmar boréal (Islande : port de Seydisfjordur et en mer) (fr+en)